# Lac Maggiore
Le lac Maggiore est un lac de Haute-Corse. Il est situé à l'est du Monte Cinto, à 2 275 m d'altitude, dans un petit cirque glaciaire dominé par le tout proche Capu a u Verdatu (2 583 m) . Aisément reconnaissable par sa forme en huit, il domine un second petit cirque contenant les lacs du Lancone (lacs de Ghiarghe Rosse, d'Occhi Neri et de Lancone Sottano).

## Géographie
Le lac Maggiore a pour émissaire le ruisseau de Ruda un affluent du Golo.
Il a pour voisins trois petits lacs appelés lacs du Lancone : le lac de Ghiarghe Rosse (2 175 m), celui d'Occhi Neri (2 165 m) ainsi que le lac de Lancone Sottano (2 155 m).

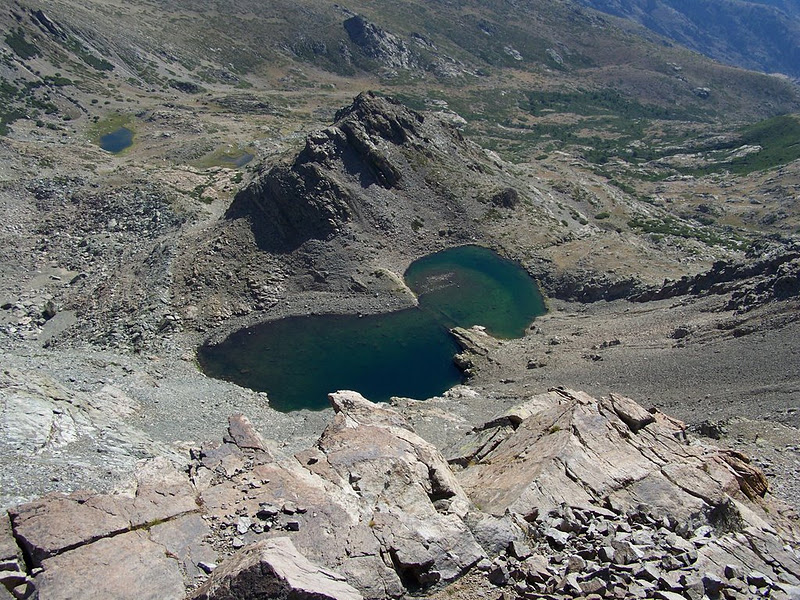
Le lac Maggiore depuis le Capu a u Verdatu (2 583 m).

Le lac Maggiore depuis le Capu a u Verdatu (2 583 m). Plus bas, les lacs du Lancone : avec Ghiarghe Rosse (tout à gauche) et Occhi Neri (à droite du précédent). La croupe rocheuse au centre (2 344 m) cache le troisième lac du Lancone (Lancone Sottano).